# 黒の令達
『黒の令達』（くろのコマンドメント）は、2014年にケムコより配信開始したスマートフォン向けゲームアプリ。略称は『黒コマ』。

## あらすじ
黒田誠司を含めた数校の生徒会メンバーで構成された「生徒会総括会」は、オイルタンカーへ体験学習に来ていた。しかし、船は沖合で停止し、乗組員は姿を消してしまう。いぶかしむ黒田たちに「デトリタス」を名乗る者から連絡が入り、「ブラックメール」というゲームをするよう進言される。黒田たちは一種の余興だと思ったが、ルールに違反した引率教師が死んだことから、デスゲームの幕が開ける。

## 登場人物
黒田 誠司（くろだ せいじ）
このゲームの主人公。奥陵高校3年生で、副会長。論理的思考が得意。全員での脱出を目標に試行錯誤を重ねる。
長曽根 楓（ながそね かえで）
奥陵高校3年生で、生徒会長。長い黒髪が特徴の大和撫子。基本的には沈着冷静だが、世間知らずな面があることを自覚している。かつて黒田に告白したことがあるが、振られている。
一条 みどり（いちじょう みどり）
奥陵高校教師。担当教科は数学。時折関西弁が出る。酒癖が悪いのが災いし、指令を果たすことができなかったため、最初の犠牲者となった。
戸次 大河（べっき たいが）
立花山高校3年生で、副会長。黒崎の幼馴染で、同じ剣道場に通っている。
戸次 愛（べっき めぐみ）
立花山高校1年生で、書記。大河の妹で、兄と同じ剣道場に通っている。明るい性格。城に対して恋心を抱く。
城 恭介（ぐすく きょうすけ）
菅沼中央高校3年生で、生徒会長。琉球空手と柔道を習得している。趣味は料理。可奈子とは兄妹のような関係だが、恋心も抱いている。
日下部 可奈子（くさかべ かなこ）
菅沼中央高校2年生で、会計。茶髪に制服を着崩したギャルのような格好だが、性格は素直。料理が趣味で、特にお菓子作りが得意。黒田に対して恋心を抱き、ゲーム中に告白する。
鍋島 周一郎（なべしま しゅういちろう）
南部高校3年生で、生徒会長。黒田のことをライバル視している。ブラックメールをゲームと割り切り、感情を廃して論理的に攻略しようとする。
霧島 切子（きりしま きりこ）
南部高校2年生で、副会長。おとなしい性格で、常に鍋島の後を追従している。
香椎 将太（かしい しょうた）
八十島高校2年生で、書記。粗野で乱暴な性格。ナイフを携帯している。可奈子に一目惚れするが、それがゲームを通して歪んだ思いに変質していく。
中原 ミシェル（なかはら ミシェル）
日輪女子学院高校1年生。日本とアメリカのクォーター。低身長と童顔をバカにされることを嫌う。寮を抜け出して眠ったところ、目覚めたのが船内だったと証言している。

## ブラックメール
- 参加者には1人に1台ずつ、スマートフォンが配布される。これは、各個室の電子錠にもなっている。
- ランダムに選ばれた1人が「指令者」となり、「指令者」は任意の参加者に何人でも「指令メール」を送信できる。指令内容は運営により監査されており、不可能な指令は却下となる。
- 「指令メール」を受け取った参加者は「受理者」となり、指令内容を実行しなくてはならない。
- 指令内容に失敗すれば敗北となり、床が抜けてサメの入ったプールに落下させられる。指令の放棄を宣言すると、係員により特別なペナルティが課せられる。
- 「指令者」を除いた参加者全員は、その時の指令者が誰であるか「告発メール」を送信できる。告発に成功するとその時の「指令者」は敗北となり、告発者は勝利となる。ただし、告発に失敗すれば告発に使用したスマートフォンは没収される。
- 「受理者」全員の指令成功・失敗が決定したときや「指令者」が敗北したとき、また「指令メール」の送信から24時間が経過した場合、「指令者」は交代となる。
- 23時から10分間、個室を除いたすべての床が抜ける。そのため、23時に個室に入っていない参加者はサメの入ったプールに落下する可能性が非常に高い。